# Бельская, Ирина Юрьевна
Ири́на Ю́рьевна Бе́льская (род. 1964) — российская журналистка, музыкальный критик, главный редактор журнала «Музыкальное просвещение».

## Биография
- 1986 год — окончила московский Музыкально-педагогический институт (ныне – Российская академия музыки) им. Гнесиных, факультет истории музыки и композиции.
- 1990 год — главный редактор журнала «Мир гитары».
- 1990 год — учредитель и главный редактор журнала «Музыкальное просвещение: Мир гитары».
- 1999 год — учредитель и главный редактор журнала «Музыкальное просвещение».

Также, работала редактором журнала «Советская музыка» (отдел исполнительского искусства).
Сотрудничала с центральными и республиканскими газетами и журналами, зарубежными изданиями, Всесоюзным радио и Центральным телевидением СССР. Принимала участие в работе пресс-центра Международного конкурса имени Чайковского, в освещении зарубежных фестивалей классической гитары. Будучи редактором «Советской музыки», опубликовала на страницах журнала ряд статей, посвященных проблемам истории и эволюции гитары. Автор статей о творчестве отечественных и зарубежных гитаристов-исполнителей и композиторов, интервью с известными российскими и зарубежными гитаристами в журналах «Мир гитары» и «Музыкальное просвещение».

### Некоторые публикации
- Бельская, И. Пленительное таинство фламенко // Сов. музыка. — 1986. — № 11; — Перепечат.: «Музыкальное просвещение». — 2006, №5, с. 16-17; То же: «Музыкальное просвещение: Мир гитары». — 2013, №4 (43), с. 3 [Об испанском гитаристе фламенко Пако де Лусии и его концерте в Москве].
- Бельская И., Мирзоян С. «Гитара – это дитя солнца» (Памяти Андреса Сеговии). // Сов. музыка. — 1988. — № 2. — С. 132–134. — Перепечат.: «Музыкальное просвещение: Мир гитары». — 2012, № 3 (38), с. 36-41.
- Бельская И. Гитара сегодня: диалоги с мастерами. // Сов. музыка. — 1988. — № 9. — С. 42-51. — Перепечат.: «Музыкальное просвещение: Мир гитары». — 2009, № 27 (октябрь-декабрь), с. 16-29.
- Бельская, И. Гитара... вне закона? // Музыкальное просвещение: Мир гитары. — 2009, № 27 (октябрь-декабрь). — С. 29-31 : 3 фот. [О гитаристах и гитарных концертах Еревана конца 1980-х гг.].
- Александр Фраучи: «Счастье, которое испытывает артист, ни с чем не сравнимо» // Музыкальное просвещение: Мир гитары. — 2009. — № 24. — С. 1, 4-11 : 15 фот.; То же: 2011, № 1, с. 27-35; То же: 2012, № 4 (39) [ Мир гитары. Избранное, ч. 2-я ], с. 14-22; То же: 2014, №3 (46), с. 16-24 [ Интервью И. Бельской с гитаристом и педагогом А. К. Фраучи, состоявшееся в 1987 году ].
- Бельская И. Гитара, виват!: [О IX Междунар. фестивале классич. гитары в г. Эстергом (Венгрия), 1989] // Сов. музыка. — 1990. — № 7. — С. 102-107. — Перепечат.: «Музыкальное просвещение: Мир гитары». — 2012, № 3 (38), с. 20-27.
- Бальтазар Бенитес: «Эстрада – это не ринг!» / беседовала Ирина Бельская // Музыкальное просвещение: Мир гитары. — 2012. — № 3 (38). — С. 28-31 : фот. [ Интервью с уругвайским гитаристом Б. Бенитесом ].
- Бельская И. Знакомьтесь: Матанья Офи [Интервью с гитаристом, историком гитар, издателем музыкальной литературы Матаньей Офи / беседовала Ирина Бельская] // Мир гитары: музыкальный журнал. — 1991. — № 1. — С. 23-27: фот. — Перепечат.: «Музыкальное просвещение: Мир гитары». — 2004, №1, с.15-21; 2007, № 3, с. 23-30; и 2012, № 3 (38), с. 12-19 : [ К 80-летию со дня рождения ].
- Бельская И. Лауриндо Альмейда: Легенда бразильской гитары [ Интервью с гитаристом, взятое в 1990 г. / беседовала Ирина Бельская ] . — 2012. — № 3 (38). — С. 31-36 : фот.
- Антонио Гадес: «Москва затмила всех» :  к 75-летию легендарного танцовщика / беседовала Ирина Бельская. — 2011. — № 1 (32) [ Мир гитары, 1991-2011 ]. — С. 20-26: фот.; То же [ 25-летию блистательных гастролей А. Гадеса в Москве посвящается ] : 2012. — № 3 (38) [ Мир гитары. Избранное, ч. 1-я ]. — С. 5-11 [По материалам беседы, которая состоялась в Москве в январе 1987 года].
- Бельская И. Виктор Попов // Музыкальное просвещение: Мир гитары. — 2012. — №4 (39). — С. 33-35 : фот. [О Викторе Ивановиче Попове — активном музыкальном просветителе в области гитары и помощнике в распространении журнала «Музыкальное просвещение: Мир гитары»].